# Clonbullogue
Clonbullogue es una localidad situada en el condado de Offaly de la provincia de Leinster (República de Irlanda), con una población en 2016 de 439 habitantes.
Se encuentra ubicada en el centro del país, a poca distancia al este del río Shannon, en la cadena de las montañas Slieve Bloom.